# Alexandre-Théophile Vandermonde
Alexandre-Théophile Vandermonde (Párizs, 1735. február 28. – Párizs, 1796. január 1.) francia matematikus, hegedűművész, vegyész.

## Művei
- Mémoire sur la résolution des équations (1771): ebben a szimmetrikus függvényekről és a ciklotomikus polinomokról értekezett; ez a dolgozat a Galois-elméletnek volt az előfutára.
- Remarques sur des problèmes de situation (1771): a lóugrás-probléma
- Mémoire sur des irrationnelles de différens ordres avec une application au cercle (1772): kombinatorika
- Mémoire sur l'élimination (1772): a determinánsok elméletének alapjai

Ezeket a dolgozatokat a Francia Akadémiának mutatta be és ebben áll teljes matematikai munkássága. A Vandermonde-determináns egyikben sem szerepel.

## Róla nevezték el
- Vandermonde-mátrix
- Vandermonde-képlet.